# Prokopyevsk

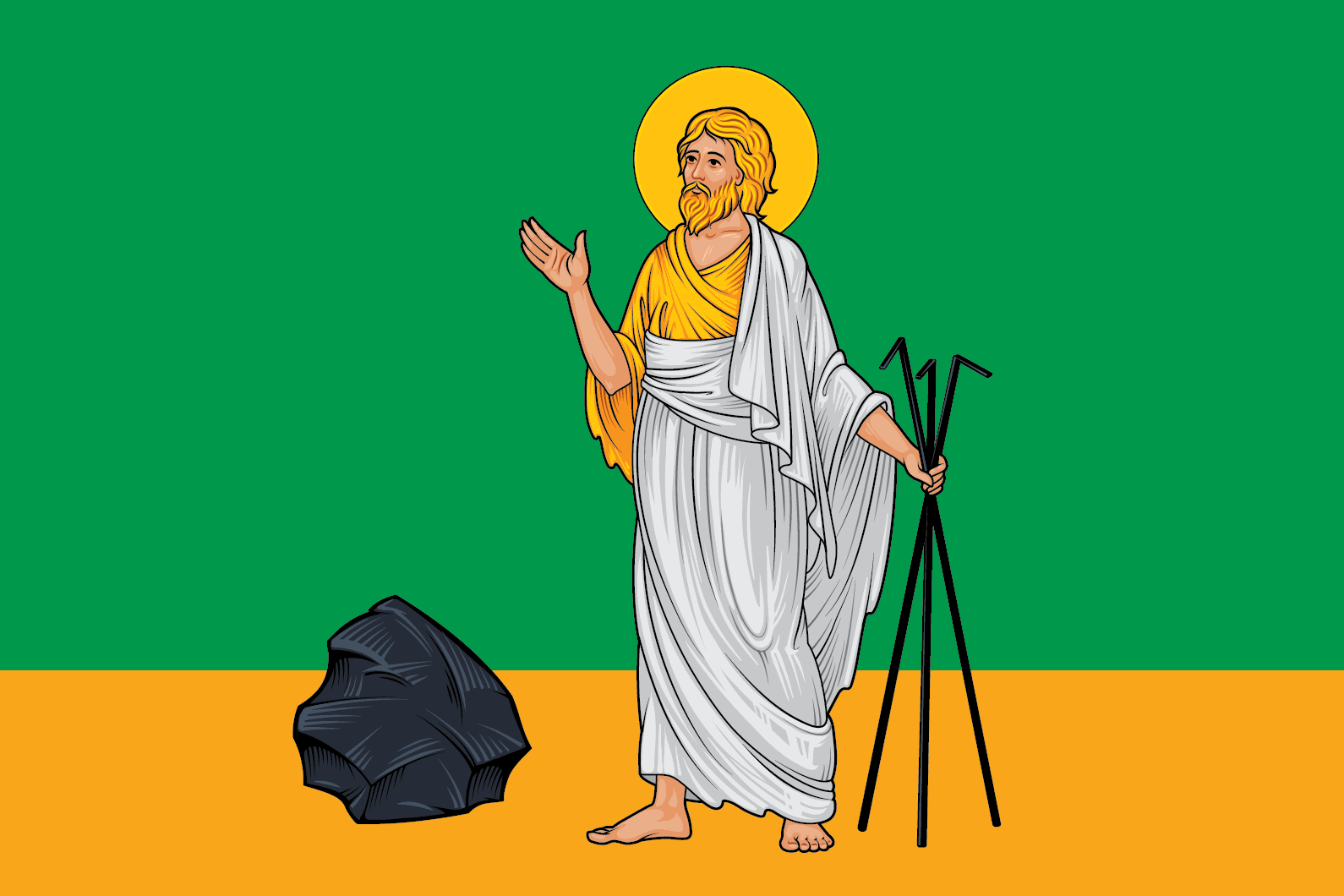
Cờ Prokopyevsk

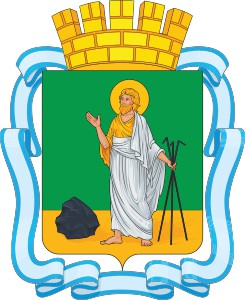
Huy hiệu Prokopyevsk

Prokopyevsk (tiếng Nga: Прокопьевск) là một thành phố Nga. Thành phố này thuộc chủ thể Kemerovo Oblast. Thành phố có dân số 224.597 người (theo điều tra dân số năm 2002. Đây là thành phố lớn thứ 81 của Nga theo dân số năm 2002.